# Omar Daoud
Omar Daoud (Al Baida, 9 de abril de 1984 - región de Shahhat, 9 de mayo de 2018) fue un futbolista libio que jugaba en la posición de defensa.

## Biografía
Omar Daoud fue seleccionado con la selección de Libia para la Copa Africana de Naciones 2006. Este centrocampista jugó en el Al Olympic Az-Zawiyah y luego fichó por el Jeunesse sportive de Kabylie en septiembre de 2005. Murió en un accidente de tráfico.

## Carrera

### Club
| Periodo   | Club               |
| --------- | ------------------ |
| 2001-2003 | Al Wifaq Sabrata   |
| 2003-2005 | Al Olympic Zaouia  |
| 2005-2007 | JS Kabylie         |
| 2007-2008 | Al Ahly Tripoli    |
| 2008      | Al Wehda La Mecque |
| 2009-2010 | Al Ahly Tripoli    |
| 2011-2015 | Alakhdhar SC       |